# L'uomo con il fucile
L'uomo con il fucile (Человек с ружьём, Čelovek s ruž'ëm) è un film del 1938 diretto da Sergej Iosifovič Jutkevič.